# Владислав Віногоров
Владисла́в Віного́ров (справжнє ім'я Владисла́в Олекса́ндрович Рябе́нко) (23 серпня 1970) — український російськомовний письменник у жанрі наукової фантастики.

## Біографія
Народився 23 серпня 1970 року у місті Рівне, Української РСР, у родині викладачів. З 1986 року проживає у місті Харкові, Україна.
У 1993 році закінчив факультет енергомашинобудування Харківського політехнічного інституту. Протягом декількох років займався програмуванням.
Закінчив перший роман «Вольному воля» в 1994 році.
Крім романів, опублікував ряд фантастичних оповідань і повістей. Повість «Бестіарії» створив у співавторстві з Б. В. Успенським.

## Твори
Повісті та оповідання:
- «Поле игры» (1997).
- «Фухе и смертная казнь» (2000).
- «Бестиарии» (у співавторстві з Борисом Успенським, 1993–2001).
- «Хакеры» (1999–2003).
- «Услышать друг друга» (березень — квітень 2005).

Романи:
- «Вольному воля». — М.: АСТ, 2001. — 15000 Прим. — ISBN 5-17-010899-0.
- «Спасенному рай». — М.: АСТ, 2003. — 7000 Прим. — ISBN 5-17-016583-8.
- «Повстанец». — М.: АСТ — Люкс, 2005. — 14000 Прим. — ISBN 5-17-029421-2. — ISBN 5-9660-1253-9.